# Hermeneumata
Hermeneumata (altgriechisch Ἑρμηνεύματα Hermēneúmata „Übersetzungen“) ist eine Bezeichnung für antike griechisch-lateinische Unterrichtswerke. Sie dienten dazu, elementare Kenntnisse der jeweils anderen Sprache zu vermitteln. Aufgrund eines Missverständnisses aus dem 17. Jahrhundert werden sie auch als Hermeneumata Pseudo-Dositheana bezeichnet. In einigen mittelalterlichen Handschriften folgen sie nämlich auf die ebenfalls zweisprachige ars grammatica des Dositheos.
Die erhaltenen Werke haben folgenden typischen Aufbau: Auf eine alphabetische Vokabelliste, meist Verben, folgen nach Sachgebieten geordnete Vokabellisten (Capitula), meist Substantive, und lebendige Dialoge (Colloquia). Manche Manuskripte enthalten auch Beispieltexte mit Übersetzung: unter anderem Fabeln Äsops, Kaiser Hadrian zugeschriebene Aussprüche, mythologische Informationen (Hyginus, Genealogiae) oder philosophische Aufgaben nebst treffender Antworten (Responsa sapientium). Vorausgesetzt sind die Verhältnisse der römischen Kaiserzeit, nicht vor dem 1. Jahrhundert n. Chr. und nicht später als das 3. Jahrhundert. Das Christentum spielt keine Rolle, die Hauptgottheit ist Iuppiter Capitolinus.
Die Dialoge der Hermeneumata irritieren dadurch, dass sie teilweise den Alltag eines Schulkinds darstellen, teilweise aber Gesprächssituationen aus der Erwachsenenwelt. Das Schulbuch stammte wahrscheinlich aus dem Westen und vermittelte Jungen aus der Oberschicht Grundkenntnisse des Griechischen. Es wurde mit Sprachführer-Dialogen zusammengearbeitet, die aus dem Osten des Reichs stammten und erwachsenen griechischen Muttersprachlern Latein und römische Lebensart vermitteln sollten. Mit diesen Texterweiterungen kehrte das Schulbuch in den lateinischen Westen zurück. Während es hier über die Spätantike hinaus weiter zum Griechischunterricht diente, bestand im Byzantinischen Reich offenbar kein Bedarf an derartigen Materialien für den Lateinunterricht.
Die Hermeneumata sind in rund 50 mittelalterlichen Handschriften und frühen Drucken überliefert; alle stammen aus Lateineuropa. Da die Kopisten das Griechische nur schlecht beherrschten, wurde der griechische Text fehlerhaft überliefert, in einer Version sogar lateinisch transkribiert.

## Inhalte

### Capitula– Wörter nach Sachgruppen geordnet
Die Hermeneumata wurden nur im lateinischen Westen tradiert, nicht im byzantinischen Reich. Sie dienten bis ins Mittelalter dazu, Sprechern des Lateinischen elementare Griechischkenntnisse zu vermitteln. Ursprünglich scheint der Großteil des Materials aber für den Lateinerwerb griechischer Muttersprachler verfasst worden zu sein. Man kann vorsichtig vermuten, in welchen Situationen griechischsprachige Personen Lateinkenntnisse benötigten. Denn das müsste sich ja in dem Wortschatz der Capitula spiegeln. Hier fällt zum Beispiel auf, dass Bezeichnungen für nicht zubereitete Lebensmittel breiten Raum einnehmen. Denkbar ist, dass man im Osten des Reichs Lebensmittel auf Anforderung lateinisch sprechender Personen liefern musste – etwa für die römische Armee. Der Spezialwortschatz der Armee ist in den Capitula ebenfalls gut vertreten. Johannes Kramer verweist darauf, dass die aus der römischen Militärverwaltung in Ägypten erhaltenen Papyri in der Regel lateinisch sind, während die privaten Papyri aus diesem Bereich dokumentieren, dass Griechisch unter den einfachen Soldaten weiter verbreitet war. Lateinkenntnisse waren für griechischsprachige Soldaten folglich vorteilhaft, wenn sie eine Karriere im Militär anstrebten.

### Colloquia– Alltagsdialoge
Die Colloquia tragen Details zur Kenntnis des Alltags in der römischen Kaiserzeit bei. Sie stehen der Umgangssprache nahe und verzichten auf grammatische Korrektheit. Syntax und Wortschatz im griechischen Teil zeigen Beeinflussung durch das Lateinische; in geringerem Maße ist das auch umgekehrt der Fall. Trotzdem handelt es sich nicht einfach um die Alltagssprache der späten Kaiserzeit, denn es finden sich archaische Züge (Optativ und Attizismen im Griechischen, sis mit Imperativ im Lateinischen). Das wirkt, als sollte das Schulbuch die Umgangssprache einer früheren Zeit vermitteln.
In ihrer vorliegenden Form sind die Colloquia Ergebnis komplizierter Wachstumsprozesse. Denn sowohl das Sprachniveau als auch die vorgestellte Situation (Alltag eines Kindes oder eines Erwachsenen) können im gleichen Manuskript abrupt wechseln. Kalle Korhonen zufolge lässt sich dies damit erklären, dass zwei antike Werke mit unterschiedlichem Profil zu einem einzigen zusammengearbeitet worden seien. Er unterscheidet als Vorlagen des überlieferten Textes einerseits ein antikes Schulbuch, das eine deutlich erkennbare Storyline besaß und morgendliche Verrichtungen des Oberschicht-Kindes sowie den Schulbesuch beinhaltete, und andererseits einen für Erwachsene konzipierten Sprachführer. Diese Dialoge aus der Erwachsenenwelt wurden nach der Integration in die Hermeneumata Schulkindern vorgesetzt. Sie eigneten sich dadurch ihre künftige soziale Rolle an und erfuhren, welche Verhaltensweisen von Erwachsenen gelobt oder getadelt wurden und wie dies zum Ausdruck gebracht wurde.

#### Schulbuch

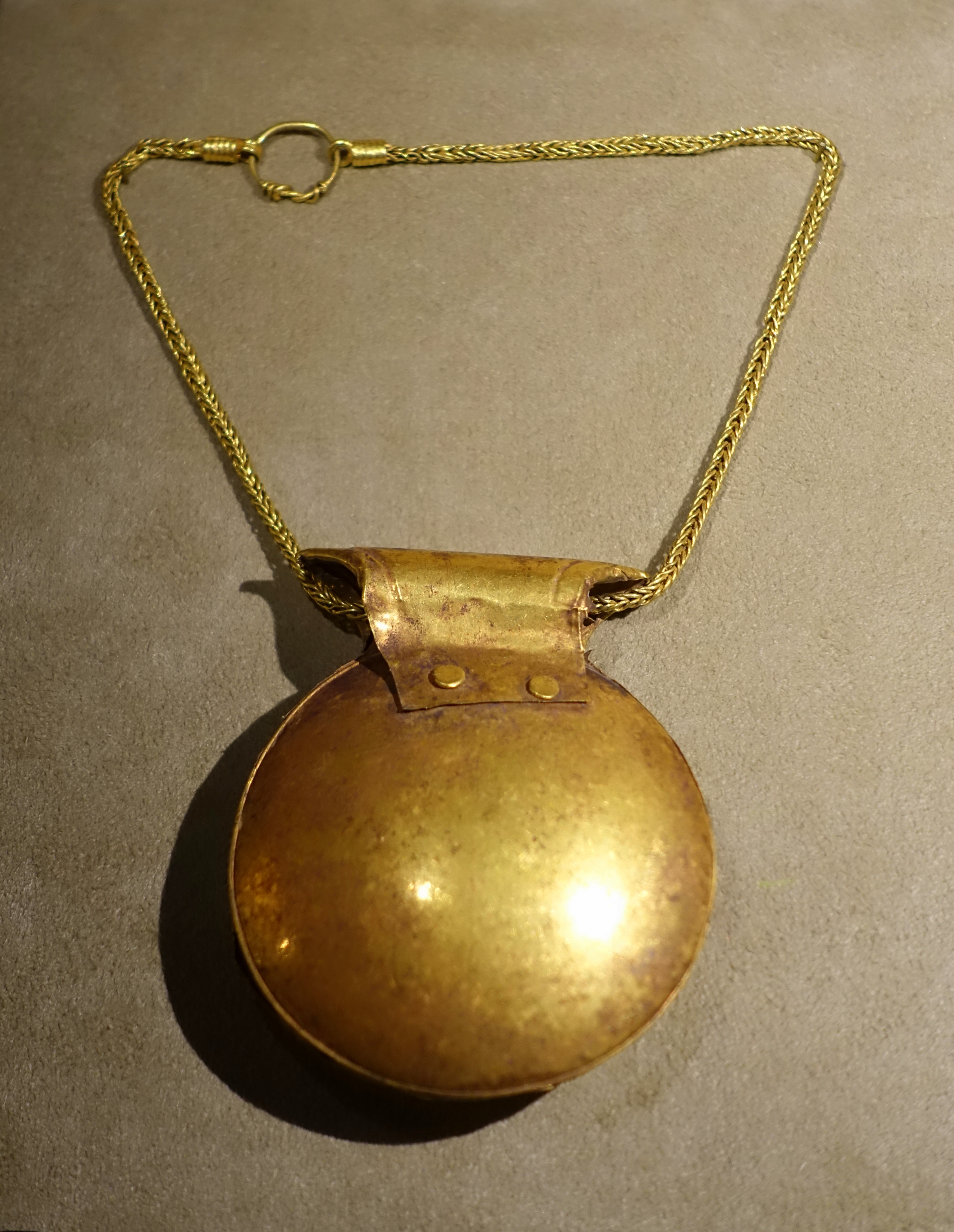
Halsband mit goldener linsenförmiger Bulla, aus Ostia Antica (Museo Gregoriano Etrusco, Vatikan)

In dem für Kinder bestimmten Schulbuch mit seinen Morgen- und Unterrichtsszenen fehlt das deutlich römische Kolorit. Dionisotti und Dickey nehmen an, dass das Schulbuch ursprünglich aus dem lateinischen Westen, vielleicht aus Gallien, stammte (wofür schon das Schulbuch als eher römisches Genre spricht). Es gelangte offenbar aber auch in den Osten, da es ein ägyptisches Papyrusfragment gibt, das diesen Text enthält. Hier eine morgendliche Szene:

„Vor dem Morgengrauen bin ich vom Schlaf erwacht, bin vom Bett aufgestanden, hab mich hingesetzt … ich hab Wasser fürs Gesicht verlangt. Ich wasche erst die Hand, dann das Gesicht, ich trockne mich ab. Ich hab mein Nachtgewand abgelegt, habe die Tunika für den Körper genommen, mich gegürtet, meinen Kopf gesalbt und gekämmt, die Palla um den Hals gelegt … Ich hab das Cubiculum verlassen mit dem Pädagogen und der Amme, um Vater und Mutter zu begrüßen. Ich hab sie beide begrüßt und wurde geküsst. Dann bin ich nach unten gegangen und habe das Haus verlassen.“

Merkwürdig ist, dass der Junge dem Text zufolge die Palla, einen von Frauen getragenen Mantel, um den Hals legt. Da die Palla ein voluminöses Gewand ist, würde er davon eher eingehüllt. Gemeint ist möglicherweise die Bulla, eine Kapsel, die freigeborene römische Kinder um den Hals trugen.

#### Sprachführer
Die Erwachsenen – sie heißen Gaius, Iulius oder Lucius – sind mit privaten und öffentlichen Aufgaben befasst. Sie haben beispielsweise einen Auftritt vor Gericht, leihen Geld oder besuchen einen kranken Freund. Durchgängig sind im Sprachführer römische oder sogar stadtrömische Verhältnisse vorausgesetzt. Die Lebensweise der Protagonisten ist ganz römisch. Der kranke Freund wohnt beispielsweise in einer Insula; der Pförtner (ostiarius) erklärt den Besuchern: zwei Treppen hoch und dann rechts klopfen! Beim Mahl werden nach römischer Art unterschiedlich temperierte Getränke gemischt, stets wird mit Garum gewürzt. Solche Details sprechen dafür, dass Menschen aus dem Osten des Reichs in diesem Sprachführer zusammen mit dem Lateinunterricht auch einen kulturellen „Knigge“, also ein Benimmbuch zum richtigen Verhalten unter Römern fanden.
Hier ist man bei der Vorbereitung des Abendessens (Cena) dabei:

„Fegt mit dem Besen, versprengt Wasser. Stattet das Triclinium mit Polstern aus. Bringt Kelche und Silberzeug. Du, Junge, nimmst das Henkelgefäß und füllst es mit Wasser. … Wisch den Tisch ab und stell ihn in die Mitte. Ich bringe den Wein. Spült die Kelche aus. Gemüse, Obst und Fisch sind bereit, sie sollen gekocht werden!“

Man könnte erwarten, dass der Koch schon mit der Arbeit anfängt, bevor das Triclinium aufgeräumt wird. Denn das Kochen dauerte lange. Aber hier ist wohl vorausgesetzt, dass die Zutaten erst eingekauft werden müssen. Im Text des Colloquium Montepessulanum folgt eine der (verglichen mit modernen Sprachführern) seltenen Einkaufsszenen: Der Protagonist beim Kleiderhändler. Er wird dabei von mehreren Sklaven begleitet, die für ihn mit dem Händler um den Preis feilschen und schließlich bezahlen.

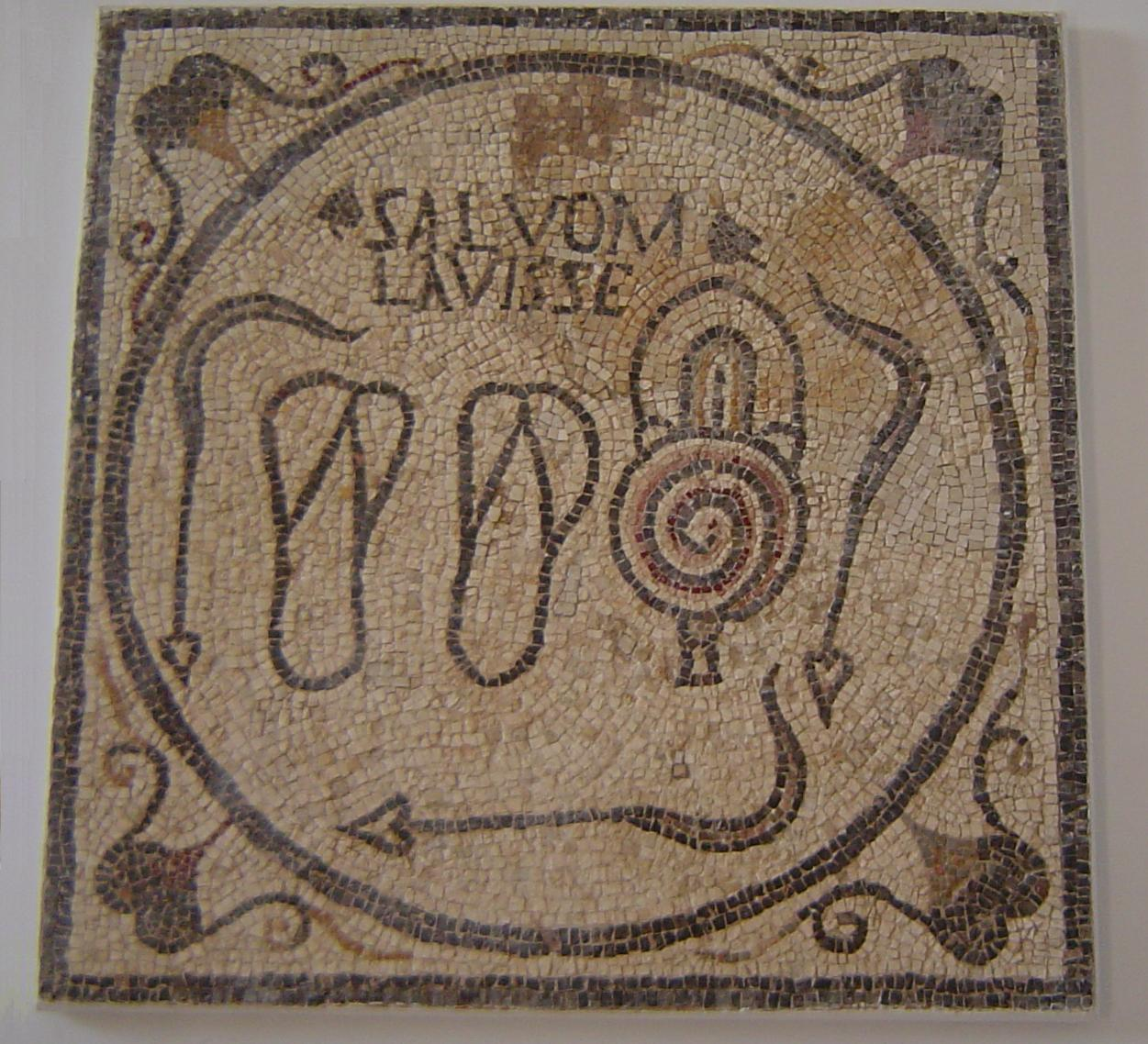
Bodenmosaik aus dem öffentlichen Bad von Sabrata (Libyen), mit dem lateinischen Schriftzug SALVOM LAVISSE

Bevor die Gäste kommen, geht es erst noch in die Thermen des Tigellinus. Es ist die achte Stunde, also 14 Uhr nachmittags, die richtige Zeit für ein Bad. Der Protagonist weist seine Begleiter an, die Kleider zu bewachen (in den Thermen trieben Kleiderdiebe ihr Unwesen) und Salböl und Weihrauch der besten Qualität für ihn zu kaufen. Entkleidet und geölt, begibt er sich ins Schwitzbad (Sudatorium). Er lässt sich Seife reichen und lobt, dass das Wasser gut temperiert sei. Dann geht er zum Abkühlen nach draußen. Er erfrischt sich im Schwimmbecken. Nun lässt er sich eine Strigilis und Handtücher reichen. Man bringt seine Schuhe und kleidet ihn an. Die Badeszene im Colloquium Montepessulanum schließt, ähnlich wie in anderen Colloquia, mit Komplimenten, die man dem Badegast macht. Sprüche wie salvum lotum oder salvum lavisse, „wohl gebadet!“, sind auch von Bodenmosaiken antiker Badeanlagen bekannt (Foto).

### Alphabetische Glossare
Aus der Antike sind sehr umfangreiche Glossare überliefert, die von der älteren Forschung als etwas ganz anderes als die rund zehnseitigen alphabetischen Listen in den Hermeneumata beurteilt wurden. Doch durch die Publikation der Hermeneumata Celtis wurde diese Unterscheidung fraglich. Denn dieser von Conrad Celtis im ausgehenden 15. Jahrhundert kopierte und heute verschollene Kodex aus dem Kloster Sponheim umfasste ursprünglich rund 280 Seiten eines alphabetischen Glossars beziehungsweise 11309 Einträge. Daraus ergibt sich, dass ein alphabetisches Wörterbuch fest zu einem Unterrichtswerk vom Typ der Hermeneumata gehörte und wohl meist am Anfang stand. Je nach Interessenlage konnte es von den Kompilatoren stark zusammengestrichen oder ausgebaut werden und sich dann auch zu einem zweisprachigen Lexikon verselbständigen.

## Layout
Der Text ist in den meisten erhaltenen Manuskripten in zwei Spalten angeordnet: Griechisch links, Latein rechts. Die nicht immer konsequent befolgte alphabetische Sortierung der Glossare folgt dementsprechend dem griechischen Alphabet. Da bekannt ist, dass mittelalterliche Kopisten Wörterlisten vom griechischen ins lateinische Alphabet und umgekehrt umsortieren konnten, kann man nicht davon ausgehen, dass die antiken Vorlagen auch so angeordnet waren.
Eine Ausnahme ist das Colloquium in den Hermeneumata Celtis, zwar eine späte Handschrift, aber die Kopie einer viel älteren, verlorenen Vorlage. Der Text ist nicht zwei-, sondern einspaltig geschrieben: die lateinischen Wörter (in schwarzer Tinte) stehen wie in einer modernen Interlinearübersetzung jeweils unter den ihnen entsprechenden griechischen Wörtern (in roter Tinte).

## Textüberlieferung

### Ein antiker Papyrus
Ein spätantiker, in Ägypten geschriebener und dort auch gefundener Papyrus enthält Passagen aus dem Colloquium Harleianum. Er befindet sich in der Nationalbibliothek der Tschechischen Republik in Prag und hat dort die Signatur P.Wessely Prag. Gr. iii.237. Johannes Kramer edierte diesen Papyrus 1995 unter der Bezeichnung PPrag. II. 118 und datierte ihn aufgrund der Buchstabenformen (paläografisch) ins 5. Jahrhundert. Erhalten sind darin drei kleine Fragmente eines relativ hochwertigen Codex. Unter der Annahme, dass der Text ebenso wie bei den späteren mittelalterlichen Manuskripten zweispaltig geschrieben war, kann man auf Seiten von 15 cm Breite und 28 cm Höhe rückschließen, ein im 3./4. Jahrhundert gängiges Buchformat. Eleanor Dickey und Rolando Ferri tendieren deshalb zu einer etwas früheren Datierung von PPrag. II. 118 als von Kramer vorgeschlagen.

### Rund 50 mittelalterliche Manuskripte und frühe Drucke
Georg Goetz ordnete 1892 die zu diesem Zeitpunkt bekannten mittelalterlichen Manuskripte und frühen Drucke vereinfachend vier Textfamilien zu, die er nach dem Aufbewahrungsort der nach seiner Einschätzung jeweils bedeutendsten Handschrift benannte: Leidensia (Leiden), Monacensia (München), Einsidlensia (Einsiedeln), Montepessulana (Montpellier). Diese von Goetz geprägten Bezeichnungen werden in der Forschung weiter verwendet, auch wenn sich die Bewertung der einzelnen Textzeugen seither geändert hat. Eine weitere Textfamilie benannte Goetz nach dem Drucker Henri Estienne (latinisiert Henricus Stephanus) als „Hermeneumata Stephani“. Estienne hatte zwei heute verschollene Hermeneumata-Handschriften für ein von ihm 1573 in Paris gedrucktes Werk mit dem Titel Glossaria duo e situ vetustatis erudita: ad utriusque linguae cognitionem & locupletationem perutilia ausgewertet. Eine sechste Gruppe bezeichnete Goetz als „Vermischtes“ (Varia). So ergibt sich bei Goetz folgende Einteilung:
1. Hermeneumata Leidensia, benannt nach einem Manuskript des 9. Jahrhunderts in der Universitätsbibliothek Leiden (Signatur: Voss. gr. q. 7).
2. Hermeneumata Monacensia, benannt nach mehreren Manuskripten in der Bayerischen Staatsbibliothek München, insbesondere dem Glossarium Salomonis, einer Sammelhandschrift des 12. Jahrhunderts, die aus dem Kloster Prüfening stammt (Signatur: Clm 13002).
3. Hermeneumata Einsidlensia, benannt nach zwei Manuskripten des frühen 16. Jahrhunderts in der Stiftsbibliothek des Klosters Einsiedeln (Signaturen: 19 (124) und 683).
4. Hermeneumata Montepessulana, benannt nach einem Manuskript des 9. Jahrhunderts (Signatur: H 306) in der Bibliothèque Interuniversitaire de Montpellier.
5. Hermeneumata Stephani, benannt nach dem Philologen und Drucker Henri Estienne (= Stephanus).
6. Varia.

Goetz stellte die These auf, dass die ganze Textüberlieferung auf ein in zwölf Bücher unterteiltes umfangreiches Unterrichtswerk zurückführbar sei, das im Leidener Codex noch weitgehend erhalten sei. Auf die Zahl der Bücher kam er dadurch, dass das Colloquium im Leidener Codex folgende Überschrift hat: „Es beginnen die Hermeneumata, nämlich 12 Bücher“ (Incipit hermeneumata id est libri xii). Das Jahr 207 (Konsulat des Maximus und Aper, erwähnt im Leidener Codex) sei der frühestmögliche Zeitpunkt (Terminus post quem) für die Abfassung dieses Werks. Die Schwäche seiner These liegt darin, dass einzelne von Goetz postulierte Bücher zu kurz sind, um als solche gelten zu können, und vor allem darin, dass Goetz die ganz anders aufgebauten Hermeneumata Stephani nutzte, um von ihm vermutete Lücken des Leidener Manuskripts zu füllen.
Anna Carlotta Dionisotti schlug 1982 eine Unterteilung des Materials in acht Gruppen vor. Der von dem Humanisten Conrad Celtis 1495 kopierte Text wurde erst nach der Publikation von Goetz bekannt und bildet bei Dionisotti eine eigene Textversion. Ansonsten löste Dionisotti die Gruppe Varia auf und berücksichtigte einen Teil des von Goetz hier aufgeführten Materials nicht (Hermeneumata Vaticana, Glossae Stephani, Glossae Loiselii, Glossae Bernenses und Glossae Vaticanae). Sie wertete die Hermeneumata Amploniana (benannt nach dem Hauptmanuskript aus dem 9. Jahrhundert in der Bibliotheca Amploniana, Signatur: Erfurt Ampl. 2° 10) und die von ihr rekonstruierten Hermeneumata Bruxellensia zu selbständigen Versionen auf und nahm außerdem einige kleinere Umgruppierungen vor:
1. Hermeneumata Leidensia,
2. Hermeneumata Amploniana,
3. Hermeneumata Bruxellensia,
4. Hermeneumata Stephani,
5. Hermeneumata Montepessulana,
6. Hermeneumata Monacensia,
7. Hermeneumata Einsidlensia,
8. Hermeneumata Celtis.

Die Textedition von Eleanor Dickey (2012) teilt das Material, auf der Arbeit Dionisottis aufbauend, folgendermaßen in neun Gruppen:
| Version                                               | Alphabetisches Glossar                      | Sachwortschatz (Capitula) | Dialoge (Colloquia)                                                                                                | Beispieltexte | Bemerkungen                                                           | Manuskripte |
| ----------------------------------------------------- | ------------------------------------------- | ------------------------- | --- | ------------- | --------------------------------------------------------------------- | --- |
| Hermeneumata Monacensia                               | ja                                          | ja                        | zwei, ähnlich Einsidlensia                                                                                         |               | Griechischer Text transliteriert                                      | 8 (12–17. Jahrhundert) |
| Hermeneumata Einsidlensia                             |                                             | ja                        | zwei, ähnlich Monacensia                                                                                           |               |                                                                       | 6 (15–16. Jahrhundert) |
| Hermeneumata Leidensia                                | ja                                          | ja, ähnlich Amploniana    | im Hauptmanuskript (Leiden Voss Gr. Q. 7): Colloquium Leidense-Stephani; im Harleianus 5642: Colloquium Harleianum | ja            |                                                                       | Leiden Voss Gr. Q. 7: 9. Jahrhundert; Sangallensis 902, Cod. Latinus Monacensis 601, Harleianus 5642: 9./10. Jahrhundert                                                                                             |
| Hermeneumata Stephani                                 | zwei: Glossae Stephani und Glossae Loiselii | ja                        | zwei, darunter das Colloquium Leidense-Stephani                                                                    | ja            |                                                                       | Henri Estienne: Glossaria duo e situ vetustatis erudita: ad utriusque linguae cognitionem & locupletationem perutilia, Paris 1573. Estienne wertete für diesen frühen Druck zwei heute verschollene Manuskripte aus. |
| Hermeneumata Montepessulana                           | ja                                          | ja                        | ja |               | Glossar, Capitula und Colloquium abweichend von den anderen Versionen | ein komplettes Manuskript Montepessulanus 306 (9. Jahrhundert) und Fragmente |
| Hermeneumata Amploniana (oder: Hygini Hermeneumata)   | ja                                          | ja                        | |               |                                                                       | Hauptmanuskript Erfurt Ampl. 2° 10 (9. Jahrhundert) und Fragmente |
| Hermeneumata Bruxellensia                             | ja                                          | ja                        | |               | sehr fragmentarisch                                                   | rekonstruiert aus dem Fragmentum Bruxellense (10. Jahrhundert) und dem Glossarium Leidense (9. Jahrhundert) sowie drei weiteren Fragmenten                                                                           |
| Hermeneumata Vaticana                                 |                                             | ja                        | |               | starke christliche Überarbeitung                                      | ein Manuskript: Vaticanus Lat. 6925 (10. Jahrhundert) |
| Hermeneumata Vindobonensia (oder Hermeneumata Celtis) |                                             | ja                        | ja |               | Capitula und Colloquium abweichend von den anderen Versionen          | ein Manuskript: Vindobonensis suppl. Gr. 43 (15. Jahrhundert). |

Wenn die von Goetz vertretene Zwölf-Bücher-Hypothese heute allgemein abgelehnt wird, muss die Überschrift des Colloquiums im Leidener Codex anders erklärt werden. Eleanor Dickey beobachtet, dass an dieser Stelle ein Schreiberwechsel stattfand. Sie vermutet, dass der mittelalterliche Schreiber, der mit dieser Überschrift seine Arbeit begann, eine andere Quelle kopierte; diese Quelle war ein Werk, in dem das Colloquium am Anfang stand. Das Hauptmanuskript der Hermeneumata Leidensia enthält also ein Colloquium, das von einem mittelalterlichen Kopisten eingefügt wurde und dort ursprünglich nicht hingehörte. Wenn man dieser These folgt, ergibt sich folgende Zuordnung der Colloquia zu den verschiedenen Typen von Glossaren:
- Die Hermeneumata Monacensia und Einsidlensia waren ursprünglich eine Version, zu der die Colloquia Monacensia-Einsidlensia gehörten.
- Die Hermeneumata Leidensia und Amploniana waren ursprünglich eine Version; ihr Dialogteil war das Colloquium Harleianum.
- Die Hermeneumata Bruxellensia und Hermeneumata Stephani hatten einen gemeinsamen Dialogteil (Colloquium Leidense-Stephani), die Hermeneumata Stephani darüber hinaus auch das Colloquium Stephani.
- Die Hermeneumata Celtis und Hermeneumata Montepessulana hatten ihr je eigenes Colloquium.
- Die Hermeneumata Vaticana hatten keinen Dialogteil.

Dickey vermutet, dass in der Überschrift des Colloquium Leidense-Stephani nicht von zwölf Büchern (libri XII) die Rede war, sondern von drei Büchern (libri III). Sie schlägt vor, dass am Anfang der Hermeneumata-Literatur ein einziges dreiteiliges Werk mit einem Vorwort stand; diese drei Teile waren vermutlich Wörterlisten. Dann wurde nach dem Vorwort der Dialogteil angefügt und ganz am Ende verschiedene Übungstexte, die wohl aus vorhandenen Unterrichtsmaterialien ausgewählt worden seien. Die Auseinanderentwicklung in verschiedene Textversionen begann laut Dickey nach Einfügung des Dialogteils (demnach haben alle Colloquia einen gemeinsamen „Vorfahren“) und vor der Hinzufügung der Übungstexte am Schluss. Da einer der Übungstexte das Jahr 207 (Konsulat des Maximus und Aper) erwähnt, hieße das, dass die Urform der Dialoge vor diesem Datum verfasst worden war. So entsteht bei Dickey folgendes Gesamtbild: Ein Schulbuch für römische Kinder, die Griechisch lernen wollen, wird im Westen des Reichs verfasst und vor 207 im Osten in die dreiteiligen Wörterlisten (= Hermeneumata) integriert. Im Osten des Reichs werden Sprachführer für griechische Muttersprachler verfasst, die Latein und römische Lebensart lernen wollen. Während sich die verschiedenen Hermeneumata-Textfamilien auseinanderentwickeln, werden ab dem 3. Jahrhundert im Dialogteil Sprachführer-Materialien mit dem Schulbuch zusammengearbeitet. Der Text mit dem Schulkind-Alltag gewinnt bald seine feste Gestalt, aber die Sprachführer-Dialoge für eine erwachsene Klientel bleiben noch länger im Fluss. All das vollzieht sich im Osten des Reichs. Dann werden die Hermeneumata auch im Westen verwendet, und ab dem 5. Jahrhundert findet die weitere Entwicklung vorwiegend im Westen statt.

## Wirkungsgeschichte
Die erhaltenen Manuskripte zeigen, dass die Hermeneumata im Mittelalter für den Griechischunterricht verwendet wurden und anscheinend hoch geschätzt waren. Aus moderner Sicht waren sie als Lehrbuch völlig ungeeignet, da der griechische Text mehr oder weniger von den Kopisten entstellt worden war. Eleanor Dickey hält es für unmöglich, mit diesen Texten im Selbststudium Griechisch zu erlernen. Es sei aber denkbar, dass Byzantiner als reisende Sprachlehrer in den Westen kamen und auf die Ressource der Hermeneumata zurückgriffen. Ihre Sprachkompetenz glich sozusagen die Fehlerhaftigkeit des Unterrichtsmaterials aus. Hinweise auf eine Benutzung durch Kenner des Griechischen sieht Dickey beispielsweise darin, dass einige Manuskripte mit griechischen Akzenten versehen wurden.
Nach dem Vorbild der antiken Colloquia verfasste Mathurin Cordier im 16. Jahrhundert Musterdialoge für den Lateinunterricht. Seine Colloquiorum scholasticorum libri quatuor erlebten zahlreiche Auflagen bis ins 19. Jahrhundert.

## Textausgaben
- Georg Goetz: Hermeneumata pseudodositheana (= Corpus glossariorum latinorum. Band 3). Teubner, Leipzig 1892 (Digitalisat).
- Giuseppe Flammini: Hermeneumata Pseudodositheana Leidensia (= Bibliotheca scriptorum Graecorum et Romanorum Teubneriana). Saur, München und Leipzig 2004, ISBN 978-3-598-71253-1.
- The Colloquia of the Hermeneumata Pseudodositheana. Band 1: Colloquia Monacensia-Einsidlensia, Leidense-Stephani, and Stephani. Hrsg. von Eleanor Dickey (= Cambridge Classical Texts and Commentaries. Band 49). Cambridge University Press, Cambridge 2012.
- The Colloquia of the Hermeneumata Pseudodositheana. Band 2: Colloquium Harleianum, Colloquium Montepessulanum, Colloquium Celtis, and Fragments. Hrsg. von Eleanor Dickey (= Cambridge Classical Texts and Commentaries. Band 53). Cambridge University Press, Cambridge 2015.
- Eleanor Dickey: Stories of Daily Life from the Roman World: Extracts from the Ancient Colloquia. Cambridge University Press, Cambridge 2017.